# Polycirrus norvegica
Polycirrus norvegica är en ringmaskart som beskrevs av Alf Wollebæk 1912. Polycirrus norvegica ingår i släktet Polycirrus och familjen Terebellidae. Inga underarter finns listade i Catalogue of Life.